# Saint-Pierre-de-Frugie
Saint-Pierre-de-Frugie é uma comuna francesa na região administrativa da Nova Aquitânia, no departamento Dordonha. Estende-se por uma área de 21,74 km². Em 2010 a comuna tinha 406 habitantes (densidade: 18,7 hab./km²).